# Alcaudete
Alcaudete là một đô thị trong tỉnh Jaén, Tây Ban Nha. Theo điều tra dân số 2006 (INE), đô thị này có dân số là 11.164 người.
37°35′B 4°06′T / 37,583°B 4,1°T